# Sidemia christophi
Sidemia christophi är en fjärilsart som beskrevs av Alphéraky 1888. Sidemia christophi ingår i släktet Sidemia och familjen nattflyn. Inga underarter finns listade i Catalogue of Life.